# Грюндар-фьорд
Грюндар-фьорд (исл. Grundarfjörður) — небольшой фьорд на западе Исландии в регионе Вестюрланд.

## Этимология
Раньше фьорд назывался Киркью-фьорд (исл. Kirkjufjörður) в честь расположенной на его левом берегу горы Киркьюфедль, имеющей характерную коническую «кирхообразную» форму. Своё нынешнее название фьорд приобрел в конце XVIII века, после падения датской торговой монополии. Буквально с исландского Грюндар-фьорд означает «фьорд с ровной, плоской поверхностью».

## Физико-географическая характеристика
Грюндар-фьорд расположен в западной части Исландии в регионе Вестюрланд на западе полуострова Снайфедльснес, в 30 км от города Стиккисхоульмюр. Является частью фьордового комплекса Брейда-фьорд.
Длина фьорда достигает 9 километров, а ширина — 4-5 км. Устье фьорда слева обозначено мысом Кросснес (исл. Krossnes), отделяющей Грюндар-фьорд от небольшой бухты Сандвик (исл. Sandvík), а справа — шхерами Нёйстаульсскер (исл. Naustálssker).
Горы Эйрарфьядль (исл. Eyrarfjall; высотой до 352 м) и Клаккюр (исл. Klakkur; до 380 м) ограничивают фьорд с востока, отделяя его от соседних Уртю-фьордаа и Кольграва-фьорда. Бримлаурхёвди (исл. Brimlárhöfði ; до 380 м) и Киркьюфедль (469 м) на западной стороне Грюндар-фьорда, а на юге к нему подступают северные отроги хребта Снайфедльснес — горы (исл. Lambahnúkur; до 508 м), (исл. Svartihnúkur; до 620 м), (исл. Smjörhnúkur; до 609 м) и горный массив (исл. Helgrindur; до 980 м).
В Грюндар-фьорд впадают небольшие реки Грюндарау (исл. Grundará), Кведнау (исл. Kverná), Итри-Будаау (исл. Búðaá ytri), Инри-Будаау (исл. Búðaá innri) и Киркьюфедльсау (исл. Kirkjufellsá), которые берут своё начало в горах хребта Снайфедльснес.
В устье фьорда расположен небольшой остров Мельраккаей (исл. Melrakkaey).

## Хозяйственное использование
Впервые фьорд и его окрестности упоминаются исландских сагах — «Саге о людях с мыса Тора, людях из Песчаного Берега и людях с Лебяжьего фьорда», события которой происходят в 979—1008 годах, и «Книге о заселении исландской земли», составленной около 1300 года. До времен Реформации древнее поселение Сетберг (исл. Setberg) на правом берегу Грюндар-фьорд долгое время было самым важным и богатым местом в регионе из-за того, что там располагалась резиденция местного епископа.
Сейчас на берегу фьорда находятся одноименный город Грюндарфьордюр и несколько старинных фермерских владений.

## Галерея

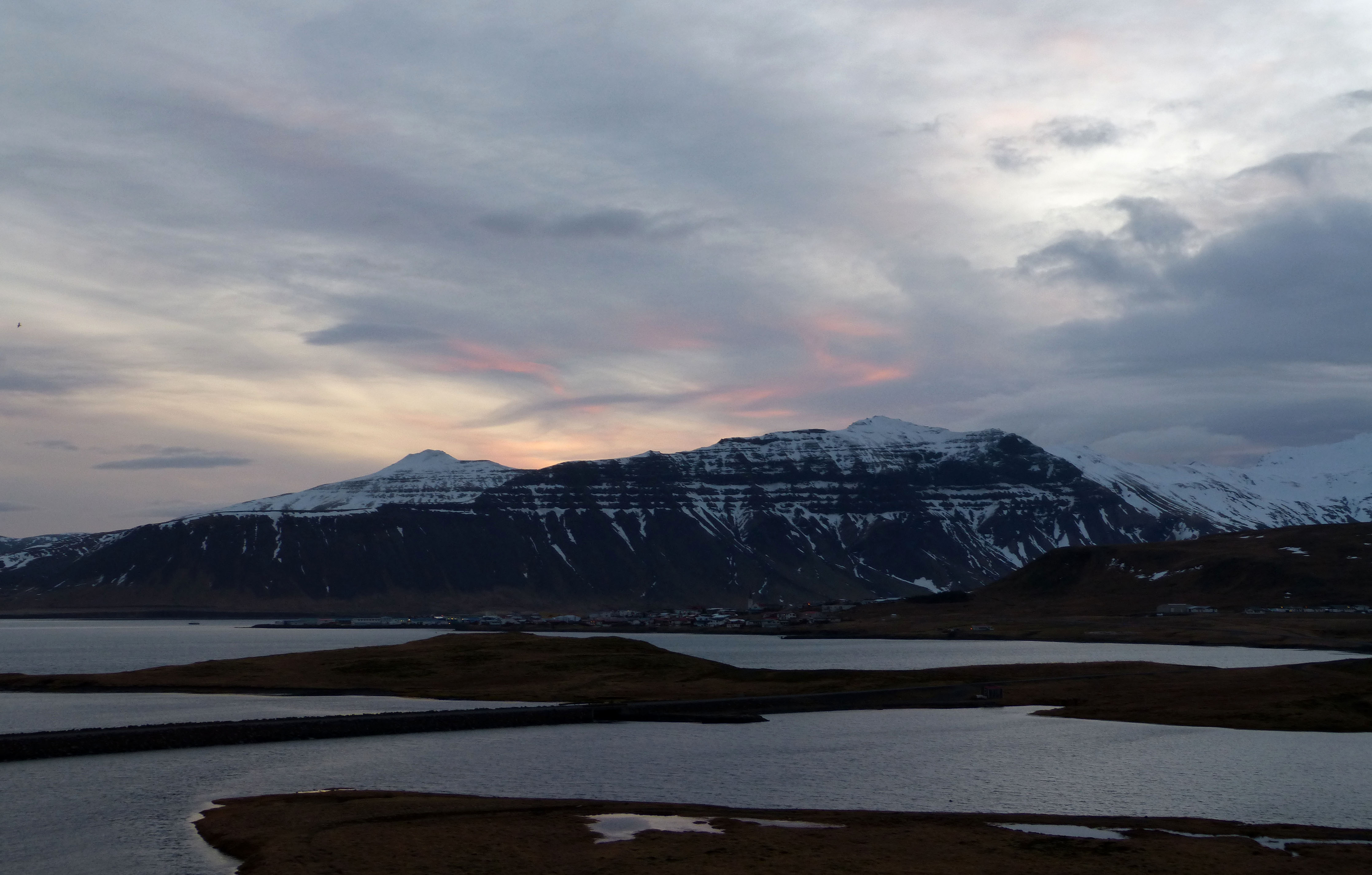
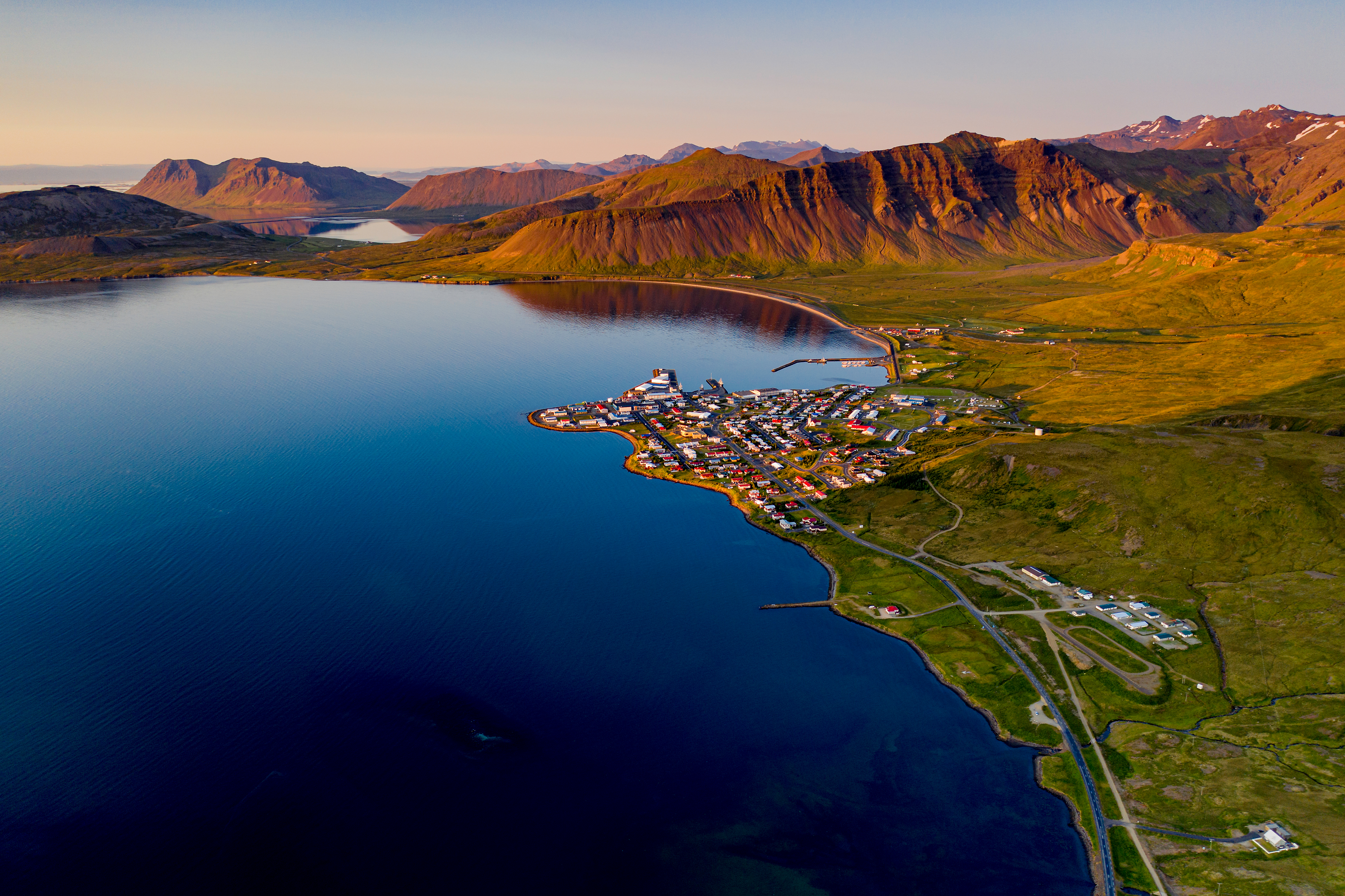
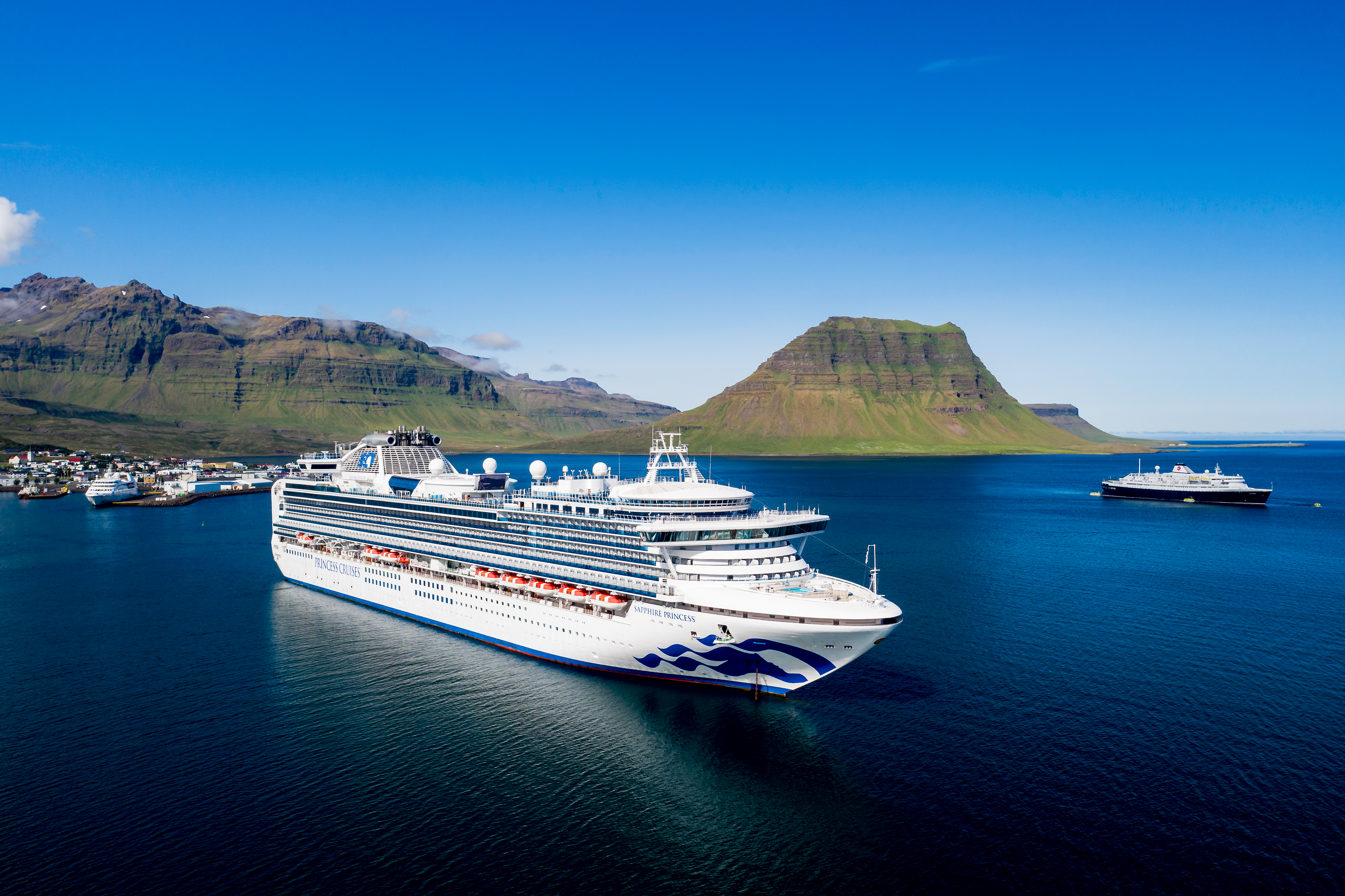
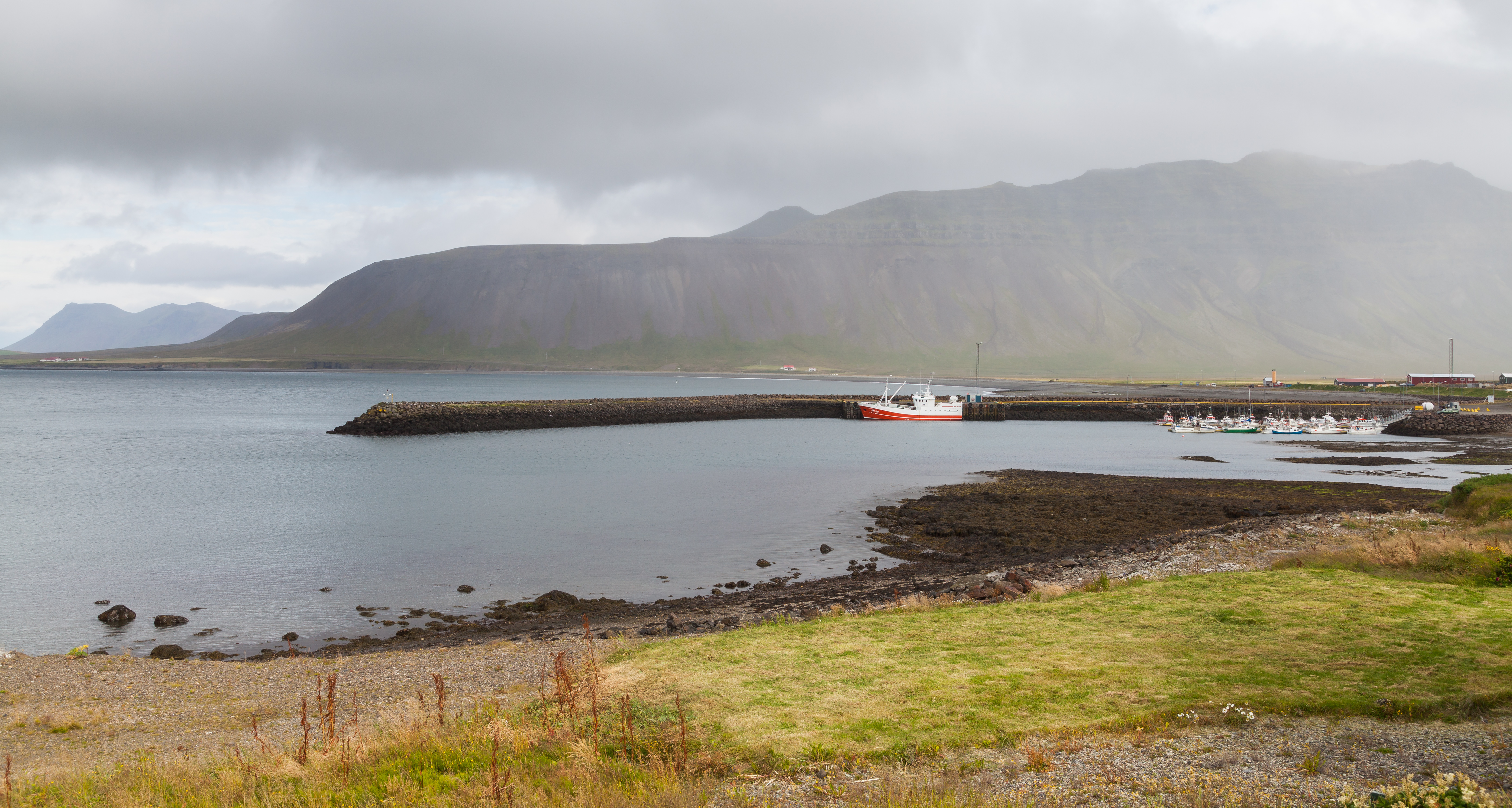
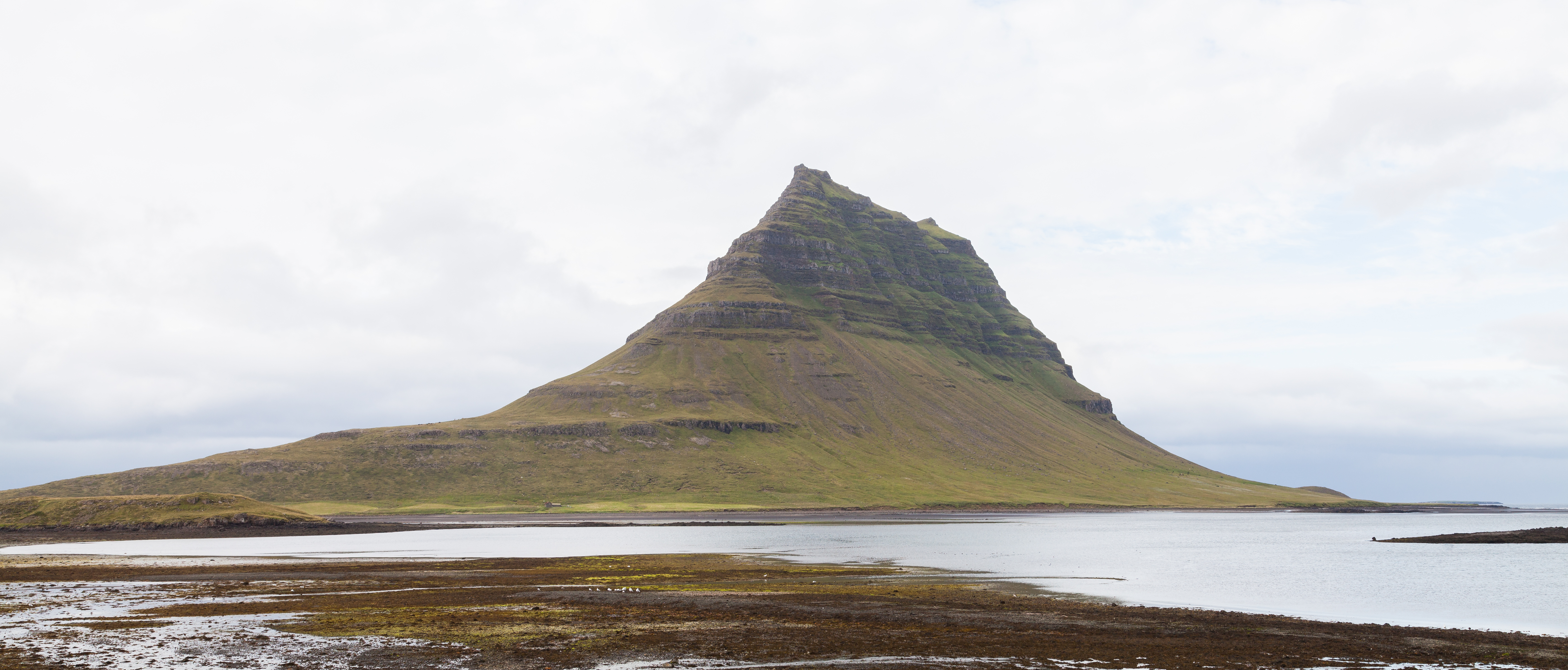